# William Usherwood
William Usherwood (* 1820; † 1916 in Dorking (Surrey), England) war ein englischer Maler und Photograph.

## Leben und Wirken
William Usherwood war ein Porträtmaler, der Porträts von Königin Victoria und Prinzessin Alice für die Herzogin von Gloucester malte. Nach dem Aufkommen der Photographie sattelte er auf die neue Kunst um. Er besaß ab 1860 ein Ladengeschäft in Dorking bei Reigate, Surrey, etwa 40 km südlich von London. Noch 1862 wurde er im Postverzeichnis seines Wohnortes als „Porträtmaler“ geführt, 1867 war er als „Porträtmaler und Photograph“ und 1874 nur noch als „Photograph“ verzeichnet.
Usherwood war seit 1843 verheiratet und hatte 13 Kinder. Er konnte 1913 noch mit seiner Frau ihren 70. Hochzeitstag begehen. Er starb 1916 in Dorking im Alter von 96 Jahren.
Usherwood gelang es wahrscheinlich als erstem Menschen einen Kometen zu photographieren. Es handelte sich hierbei um den Kometen C/1858 L1 (Donati). Usherwood benutzte nach eigenen Angaben eine Porträt-Kamera mit einer  Linse von 3 ¼ Zoll Durchmesser und 12 Zoll Brennweite (dies entspricht einem Öffnungsverhältnis von  f/3,7) mit sieben bis neun Sekunden Belichtungszeit auf eine Kollodiumplatte von 9 Zoll im Quadrat. Das Bild zeigte sowohl den Kometenkopf als auch den Schweif. Von dem Photo sind weder Originalplatte noch Abzüge erhalten geblieben.
Usherwood war sich nicht mehr sicher über das Aufnahmedatum und gab später den 27. September 1858 an. Falls es stimmt, kam er damit dem US-amerikanischen Astronomen William Cranch Bond um einen Tag zuvor, der am 28. September eine Aufnahme durch das Teleskop am Harvard-College-Observatorium machte, die aber nur den Kometenkopf zeigte. Erst im Jahre 1881 wurde wieder ein Komet photographiert.